# Sesquioxyde d'actinium
Le sesquioxyde d'actinium, ou oxyde d'actinium(III), est un composé chimique de formule Ac2O3. L'actinium s'y trouve à l'état d'oxydation +3.